# Carl von Essen (fäktare)
Carl Thure Henrik von Essen, född den 18 oktober 1940 i Ljungarums församling i Jönköping, död den 11 november 2021 i Björnlunda, var en svensk jägmästare och fäktare i grenen värja.
von Essen blev, tillsammans med övriga svenska fäktningslandslaget, olympisk mästare vid de Olympiska sommarspelen 1976 i Montréal. Laget erhöll också världsmästartiteln år 1974 och 1975.
von Essen var friherre och tillhörde ätten von Essen. Han var sonsons son till Hans Henric von Essen.